# Вздорнов, Герольд Иванович
Герольд Ива́нович Вздо́рнов (род. 17 ноября 1936, с. Байкалово Свердловской области) — советский и российский искусствовед, специалист в области истории древнерусского искусства и культуры, музейный работник. Доктор искусствоведения (1986), член-корреспондент РАН по Отделению литературы и языка с 31 марта 1994 года. Лауреат Государственной премии СССР (1982) и Государственной премии РФ (1999).
Главный научный сотрудник Государственного научно-исследовательского института реставрации (г. Москва). Создатель Музея фресок Дионисия в Ферапонтове.

## Биография
В 1959 году окончил отделение истории и теории искусства исторического факультета МГУ им. М. В. Ломоносова, ученик М. А. Ильина и В. Н. Лазарева.
В 1958—1961 годах работал в Загорском музее (ныне Сергиево-Посадский государственный историко-художественный музей-заповедник) на должности старшего научного сотрудника и хранителя Отдела искусства XVIII века.
С 1961 года участвовал в экспедициях по выявлению памятников древнерусской живописи. В 1964 году окончил аспирантуру Института истории искусств.
С 1964 года работает в Государственном научно-исследовательском институте реставрации. В 1967 году защитил кандидатскую диссертацию «Рукописные книги Северо-Восточной Руси XII — начала XV вв.», в 1985 году — докторскую «Феофан Грек. Творческое наследие художника и проблемы его истолкования».
Автор около 220 работ на русском и иностранных языках по истории древнерусской и византийской живописи, истории формирования системы охраны культурного наследия и реставрации в России.
С 2008 года — почётный член РАХ.
В 2024 году награждён Благодарностью Президента Российской Федерации за большой вклад в развитие отечественной науки, многолетнюю плодотворную деятельность и в связи с 300-летием со дня основания Российской академии наук.

## Основные работы
- Вологда. — Л.: Аврора, 1972. — 136 с. — (Города-музеи).
  - Вологда. — Изд. 2-е. — Л.: Аврора, 1978. — 136 с. — (Города-музеи).
- Фрески Феофана Грека в церкви Спаса Преображения в Новгороде: К 600-летию существования фресок, 1378 - 1978. — М.: Искусство, 1976. — 290 с. — (Памятники древнего искусства). — 25 000 экз.
- Киевская Псалтирь 1397 года. Исследование о Киевской Псалтири: В 2-х томах. — М.: Искусство, 1978. — 634 с. — 25 000 экз.
- Искусство книги в Древней Руси: Рукописная книга Северо-Восточной Руси XII — начала XV веков. — М.: Искусство, 1980. — 552 с. — 25 000 экз.
- Феофан Грек: Творческое наследие. М., 1983;
- Волотово: Фрески церкви Успения на Волотовом поле близ Новгорода. — М.: Искусство, 1986. — 344 с. — 25 000 экз. (2-е изд. 1989)
- История открытия и изучения русской средневековой живописи. XIX век. — М.: Искусство, 1986. — 384 с. — 25 000 экз.
- Старопечатные кириллические книги в Музее фресок Дионисия: 1538—1918: Каталог-путеводитель. М., 2003 (совм. с М. Н. Шаромазовым).
- Иконы-таблетки Великого Новгорода. Софийские святцы. — М.: Гранд-Холдинг, 2007. — 208 с. — (Свод русской иконописи).
- Книги посещений Ферапонтова монастыря. 1911-1969. — М.: Индрик, 2011. — 240 с. — 500 экз.
- Об исторических ландшафтах // Византия и Древняя Русь. Культурное наследие и современность : Сб. статей / Науч. ред., сост. Бобров Ю. Г. . СПб. : Институт имени И. Е. Репина, 2013